# Critères environnementaux, sociaux et de gouvernance
Pour les articles homonymes, voir ESG.
Les critères environnementaux, sociaux et de gouvernance (ESG) sont des dimensions (grandes catégories) englobant les activités d’une entreprise pouvant avoir des impacts sur la société ou l’environnement. De caractère moral, ils constituent les trois dimensions principales utilisées pour mesurer la durabilité (soutenabilité) et l'impact éthique d'un investissement dans une société ou dans un domaine économique. Ils composent un investissement responsable. « ESG » est un sigle international utilisé par la communauté financière pour désigner les critères environnementaux, sociaux et de gouvernance qui constituent généralement les trois piliers de l'analyse extra-financière.
Ces dimensions et les différents critères associés à chacune d’entre elles aident à déterminer la contribution sociétale d'une entreprise sur chacun de ces aspects, et permettent d’élargir et d'enrichir l'analyse des futures performances financières des entreprises (rentabilité et risques).

## Analyse environnementale, sociale et de gouvernance
Les analyses ESG s'appuient sur, : 
- les critères environnementaux qui mesurent l’impact direct ou indirect de l’activité de l’entreprise sur l’environnement (par exemple : les émissions de CO2, la consommation d’électricité, le recyclage des déchets, l’impact sur la biodiversité) ;
- les critères sociaux (ou sociétaux) qui portent sur l’impact direct ou indirect de l’activité de l’entreprise sur les parties prenantes (en particulier collaborateurs, clients, fournisseurs et communautés locales) par référence à des valeurs universelles (par exemple : droits humains, normes internationales du travail — sûreté, sécurité, représentation…), gestion de la chaîne d'approvisionnement, santé et sécurité des clients, etc. La rentabilité est utilisée pour mesurer la responsabilité sociale d'une entreprise. Les entreprises avec une rentabilité plus élevée peuvent avoir plus de ressources et la capacité d'assumer plus de responsabilité sociale. La violation des attentes de la société peut entraîner une augmentation des coûts pour l'entreprise et affecter les flux de trésorerie de l'entreprise. Le retour sur fonds propres (ROE) et le retour sur investissement (ROI) sont des indicateurs de rentabilité représentatifs. La marge nette des ventes et le taux de croissance du bénéfice d'exploitation sont utilisés pour mesurer le niveau de trésorerie de l'entreprise, et il est significativement positivement corrélé avec la rentabilité[5];
- les critères de gouvernance qui portent sur la manière dont l’entreprise est dirigée, administrée et contrôlée (relations avec les actionnaires, son conseil d’administration et sa direction, la transparence de la rémunération des dirigeants, la lutte contre la corruption), droits des actionnaires, engagement des parties prenantes et gouvernance des relations. Dans le contexte de la chaîne d'approvisionnement, le niveau de gouvernance de l'entreprise peut être mesuré par la performance opérationnelle. Dans les indicateurs de capacité opérationnelle, la rotation des stocks et la proportion de produits vendus sont utilisées pour mesurer le risque de gouvernance de l'entreprise. La rotation totale des actifs représente la qualité de fonctionnement de l'entreprise[6].

## Histoire
Les critères ESG ont une histoire en relation avec celle de l’investissement « responsable » qui remonte aussi loin que le XVIIe siècle et dont les premières formes sont associées au mouvement « Société religieuse des Amis » des quakers fondé par George Fox,. Sur des critères de morale religieuse, ce groupe refusait d’investir dans des entreprises dont les activités se fondaient sur la souffrance humaine. Ce mouvement d’investissements éthiques se propage et évolue à travers les siècles, abordant différents enjeux sociaux souvent basés sur une perspective axiologique.
C’est aux États-Unis, dans les années 1920, que ce mouvement s’institutionnalise avec la création des premiers fonds dits éthiques. Ce fonds d’investissement se différencie des autres fonds en excluant tout secteur ou entreprise qui œuvre dans les activités considérées comme immorales dont les actions sont caractérisées « du péché » (sin stocks). Il faut attendre l’année 1971 pour voir apparaître le premier fonds intégrant des critères environnementaux, sociaux et de gouvernance (ESG) dans les processus d’investissement avec la naissance du Pax World Fund.
C’est dans les années 1980 qu’apparaissent les premiers fonds éthiques en Europe. C’est toujours sur une base d’exclusivité que fonctionnent ces derniers et ce sont principalement des organisations religieuses qui les créent. Cependant, ce n’est qu’en 1992 avec la signature de la Déclaration des institutions financières sur l'environnement et le développement durable du Programme des Nations unies pour l'environnement (PNUE) qui donna plus tard naissance au Finance Initiative que l’investissement responsable est promu mondialement dans le secteur financier. Ce serait durant les années 1990 que les premiers fonds intégrant à part entière les critères ESG et la performance financière et s’engageant dans l’actionnariat actif voient le jour.
Depuis les années 2010, l'investissement socialement responsable (ISR), qui consiste à appliquer les principes du développement durable à l'investissement, s'est banalisé. Avant d'investir dans une entreprise, les gérants des fonds ISR ne regardent pas uniquement ses données financières (l'argent qu'elle gagne), mais ses pratiques (comment elle le gagne). Les investisseurs en ISR intègrent à leurs décisions des critères relatifs à l'environnement, au social et à la gouvernance, abrégés « ESG ».

## Recherches
Les recherches montrent que ces actifs incorporels représentent un pourcentage croissant de la valeur future de l'entreprise,. Bien qu'il existe de nombreuses façons de penser aux mesures des actifs incorporels, ces trois facteurs centraux, ESG, constituent une étiquette qui a été adoptée dans l'ensemble du secteur financier aux États-Unis. Ils sont utilisés pour une myriade d'objectifs spécifiques dans le but ultime de mesurer les éléments liés à la durabilité et à l'impact sociétal d'une entreprise. MSCI, une agence de notation ESG mondiale, utilise le terme du point de vue de l'investissement et définit l'investissement ESG en tant que prise en compte des facteurs environnementaux, sociaux et de gouvernance parallèlement aux facteurs financiers dans le processus de prise de décision d'investissement. De même, S&P souligne que grâce à l'investissement ESG, les acteurs du marché tiennent compte dans leur prise de décision de la manière dont les facteurs environnementaux, sociaux et de gouvernance les risques et les opportunités peuvent avoir des impacts significatifs sur la performance des entreprises. Les investisseurs qui utilisent l'ESG dans leur prise de décision sont en mesure d'investir de manière durable tout en maintenant le même niveau de rendement financier qu'ils le feraient avec une approche d'investissement standard.

## Effets sur la performance de l'entreprise
La performance financière d'une entreprise représente sa santé financière globale, c'est-à-dire qu'elle est utilisée pour vérifier la viabilité de l'entreprise et son potentiel de croissance. Une étude de 2024 menée par Malte Susen et Michael Andreas Etter démontre que des niveaux plus élevés de performance ESG (appelée ESG Tilt) et des changements dans la performance ESG au fil du temps (ESG Momentum) sont positivement corrélés avec une augmentation de la satisfaction des employés dans les entreprises du S&P 500, médiée par les perceptions de justice organisationnelle et les attentes de récompenses futures. Ces facteurs immatériels sont présumés être les liens manquants entre la performance ESG observée et les résultats financiers d'une entreprise.
D'autres études ont montré que l'intégration des critères ESG dans les produits a un effet sur la performance de l'entreprise. Selon une étude de 2015 de Gunnar Friede, Timo Busch et Alexander Bassen, il existe un lien positif, prouvé dans 90 % des cas, entre la performance ESG et la performance financière. Ce lien positif peut s'expliquer par une réduction de l'exposition aux risques. L'intégration des critères ESG atténue les risques potentiels liés à l'ESG. Par exemple, se conformer aux normes environnementales permet d'éviter certaines sanctions qui pourraient affecter le côté financier. Une autre étude va dans le même sens, affirmant que la publication de rapports de durabilité améliore la performance financière, et la réputation, et qu'elle conduit à la création d'un avantage concurrentiel significatif pour l'entreprise. De plus, cette divulgation est positivement associée au rendement des capitaux propres.
Les entreprises qui adoptent les critères ESG sont plus enclines à générer des bénéfices plus élevés, car les investisseurs sont davantage orientés vers des produits plus écologiques et durables. Ces investisseurs tiennent désormais davantage compte de ces lignes directrices dans leurs décisions d'investissement. En d'autres termes, l'objectif de l'intégration d'une politique ESG est d'avoir un effet positif sur la performance financière pour couvrir les coûts qu'elle génère.
Malgré la corrélation positive entre l'inclusion des critères ESG et la performance financière, cela n'implique pas que le principal objectif des entreprises soit de devenir socialement et écologiquement responsables. Selon Milton Friedman (1962), "le principal objectif d'une entreprise est d'augmenter la richesse de ses actionnaires". De plus, l'engouement pour l'ESG est une bonne opportunité pour de nombreux investisseurs d'entreprise de gagner de l'argent. Il n'existe toujours pas de critères universels pour évaluer si un fonds est ESG ou non. Les investisseurs se fient aux notations pour prendre leurs décisions d'investissement, mais ces notations ne reflètent pas toujours une image complète de la performance ESG, car elles sont basées sur des données incomplètes fournies par l'entreprise elle-même. De bonnes performances ESG attirent et retiennent les investisseurs. Enfin, bien que de nombreuses études montrent une relation positive entre une bonne performance ESG et la performance financière, d'autres études prouvent qu'il est difficile de quantifier l'effet financier réel d'une amélioration de la performance sociale d'une entreprise.
Attribuer une valeur monétaire précise aux enjeux ESG s'avère complexe, voire ardu. Les modèles quantitatifs et les notations ESG établies ne capturent pas toujours adéquatement ces valeurs, rendant difficile leur intégration dans les décisions d'investissement basées sur des données financières à court terme.
Initialement, les études se sont concentrées sur l'effet de la RSE sur la performance financière, en utilisant des modèles tels que le CAPM. Les premières recherches, comme celles de Gordon J. Alexander et Rogene A. Buchholz en 1978, n'ont trouvé aucun lien significatif entre les actions socialement responsables et les rendements boursiers. Des études ultérieures, comme celles de Philip L. Cochran et Robert A. Wood en 1984, Kenneth E. Aupperle, Archie B. Carroll et John D. Hatfield en 1985, ainsi que Victoria L. Blackburn, Mark A. Doran et Charles B. Shrader en 1994, ont confirmé cette absence de corrélation entre l'ESG et la performance financière des entreprises, malgré des approches méthodologiques différentes.
Même lorsque des études ont tenté de mesurer spécifiquement la performance en matière de RSE, comme celle de Kenneth E. Aupperle, Archie B. Carroll et John D. Hatfield en 1985, en utilisant des mesures de rentabilité ajustées en fonction du risque, elles sont arrivées à des conclusions similaires : l'absence d'une relation significative entre la RSE et la rentabilité des entreprises.

## Débats et critiques

### Crédibilité
Le score ESG des entreprises diffère selon les analystes et les entreprises qui proposent leur analyse. Par exemple, l'entreprise ORPEA, spécialiste des EHPAD, était très bien classée en 2021 selon les critères ESG, jusqu'à ce qu'elle fasse l'objet d'allégations de maltraitance dans le cadre du scandale Orpea. Une étude de 2019 montre que les analyses réalisées par les analystes professionnels qui fournissent des scores ESG aux fonds d'investissement ne convergent sur un même score que dans 50 % des cas. Une étude de l'université de New York de 2021, examinant plus de 1 000 études, conclut que « les études utilisent différents scores pour différentes entreprises par différents fournisseurs de données ».

### Désinvestissement des entreprises de défense
Les critères ESG, lorsqu'ils sont adoptés par des fonds d'investissement, restreignent la possibilité pour ces derniers d'investir dans les industries de l'armement ; aussi, ces industries au sein de l'Union européenne peuvent trouver plus de difficultés à recevoir des financements, ce qui peut à terme nuire à sa capacité de défense et sa souveraineté,.

### Performance des actifs financiers ESG
Des actifs financiers peuvent être labellisés ESG dès lors qu'ils ont été émis par des entreprises disposant d'une note ESG suffisante. La recherche académique économique a cherché à déterminer si ces actifs « vertueux » présentent des taux de rémunération plus élevés que les actifs conventionnels. Toutefois, les données sont souvent trop lacunaires pour qu'une réponse définitive soit apportée. Si les entreprises « vertueuses » semblent avoir mieux résisté à la crise financière mondiale de 2007-2008 et à la crise économique liée à la pandémie de Covid-19, la conclusion inverse est parfois obtenue par d'autres études.